# تور ساندبرغ
تور ساندبرغ (بالنرويجية البوكمول: Tore Sandberg)‏ هو صحفي نرويجي، ولد في 23 أبريل 1944 في أسكر في النرويج.

## وصلات خارجية
- تور ساندبرغ على موقع IMDb (الإنجليزية)